# 위유런

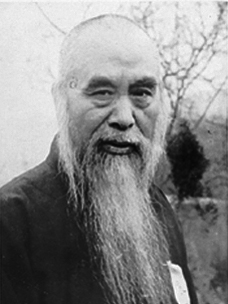
위우런

위우런(중국어: 于右任, 병음: Yú Yòurèn, 1879년 4월 11일 ~ 1964년 11월 10일)은 청나라 말기부터 중화민국 초기까지 활동한 중국의 언론인이다.

## 생애
《신주일보》, 《민호보》, 《민우보》,《민리보》, 《민립보》 등을 차례로 발행하여 청나라를 비판하고 혁명 사상을 고취시키는 활동을 벌였다.
중화민국 성립 후 1912년 난징 임시정부의 교통부 차장이 되었는데, 그 해 4월에 위안스카이가 대총통이 되자 위안스카이 반대 운동을 폈다.
이후 국민당의 중앙집행위원으로 활동하였고 1925년 쑨원이 죽자 당내 우파의 지도자로 활약하였다.

## 역대 선거 결과
| 선거명      | 직책명          | 대수 | 정당        | 1차 득표율 | 1차 득표수 | 2차 득표율 | 2차 득표수 | 3차 득표율 | 3차 득표수 | 4차 득표율 | 4차 득표수 | 결과 | 당락 |
| ----------- | --------------- | ---- | ----------- | ---------- | ---------- | ---------- | ---------- | ---------- | ---------- | ---------- | ---------- | ---- | ---- |
| 1948년 선거 | 중화민국 부총통 | 1대  | 중국 국민당 | 17.85%     | 493표      |            |            |            |            |            |            | 4위  | 낙선 |

## 같이 보기
- 장다첸